# Sopubia
Sopubia is een geslacht uit de bremraapfamilie (Orobanchaceae). De soorten uit het geslacht komen voor in tropisch en zuidelijk Afrika, op het eiland Madagaskar en van Zuid-China tot in tropisch Azië.

## Soorten
- Sopubia aemula S.Moore
- Sopubia argentea Hiern
- Sopubia cana Harv.
- Sopubia conferta S.Moore
- Sopubia decumbens Hiern
- Sopubia elatior Pilg.
- Sopubia eminii Engl.
- Sopubia gracilis H.-P.Hofm. & Eb.Fisch.
- Sopubia graminicola Exell
- Sopubia kacondensis S.Moore
- Sopubia karaguensis Oliv.
- Sopubia lanata Engl.
- Sopubia lasiocarpa P.C.Tsoong
- Sopubia latifolia Engl.
- Sopubia lemuriana H.-P.Hofm. & Eb.Fisch.
- Sopubia madagascariensis (Benth.) Baker
- Sopubia mannii Skan
- Sopubia matsumurae (T.Yamaz.) C.Y.Wu
- Sopubia menglianensis Y.Y.Qian
- Sopubia myomboensis P.A.Duvign. & Van Bockstal
- Sopubia parviflora Engl.
- Sopubia patris Cuccuini
- Sopubia ramosa (Hochst.) Hochst.
- Sopubia simplex (Hochst.) Hochst.
- Sopubia stricta (Benth.) G.Don
- Sopubia trifida Buch.-Ham. ex D.Don
- Sopubia triphylla Baker
- Sopubia ugandensis S.Moore

... · 
Bartsia · 
Castilleja · 
Euphrasia (Ogentroost) · 
Lathraea (Schubwortel) · 
Melampyrum (Zwartkoren) · 
Odontites (Helmogentroost) · 
Orobanche (Bremraap) · 
Pedicularis (Kartelblad) · 
Parentucellia · 
Rhinanthus (Ratelaar) · 
...